# 阿里·厄兹蒂尔克
阿里·厄兹蒂尔克（土耳其語：Ali Öztürk，1993年4月1日—），土耳其男子乒乓球运动员。他曾代表土耳其参加2016年和2020年夏季残疾人奥林匹克运动会乒乓球比赛，获得二枚铜牌。

## 家庭
哥哥阿卜杜拉·厄兹蒂尔克。